# 고임표
고임표(1962년 ~ )는 대한민국의 영화편집가이다.

## 영화작품

### 편집보
- 밤의 열기속으로 (1985년)
- 속 여자가 밤을 두려워하랴 (1986년)
- 레테연가 (1987년)
- 파리 애마 (1988년)
- 미스 코뿔소 미스터 코란도 (1989년)
- 남부군 (1990년) 편집팀
- 우묵배미의 사랑 (1990년)

### 네가편집
- 그후로 오랫동안 (1989년)
- 꿈 (1990년)
- 그래 가끔 하늘을 보자 (1990년)
- 물위를 걷는 여자 (1990년) - 네가컷팅
- 그들도 우리처럼 (1990년)
- 젊은 날의 초상 (1991년)
- 수탉 (1990년)

### 편집
- 두 여자의 집 (1987년)
- 닫힌 교문을 열어 (1992년)
- 공포특급 (1994년)
- 현상수배 (1997년)
- 마지막 방위 (1997년)
- 키스할까요? (1998년)
- 파란대문 (1998년)
- 조용한 가족 (1998년)
- 세븐틴 (1998년)
- 약속 (1998년)
- 엑스트라 (1998년)
- 해가 서쪽에서 뜬다면 (1998년)
- 유령 (1999년)
- 인정사정 볼 것 없다 (1999년)
- 얼굴 (1999년)
- 주유소 습격 사건 (1999년)
- 종합병원 The Movie 천일동안 (2000년)
- 신혼여행 (2000년)
- 반칙왕 (2000년)
- 진실게임 (2000년)
- 용가리 (2000년)
- 하피 (2000년)
- 싸이렌 (2000년)
- 하면 된다 (2000년)
- 아이 러브 유 (2001년)
- 화산고 (2001년)
- 신라의 달밤 (2001년)
- 교도소 월드컵 (2001년)
- 그녀에게 잠들다 (2001년)
- 잎새 (2001년)
- 공공의 적 (2002년)
- 아프리카 (2002년)
- 4발가락 (2002년)
- 재밌는 영화 (2002년)
- 해적, 디스코왕 되다 (2002년)
- 가문의 영광 (2002년)
- 라이터를 켜라 (2002년)
- 마법의 성 (2002년)
- 뚫어야 산다 (2002년)
- 2424 (2002년)
- 광복절 특사 (2002년)
- 동승 (2003년)
- 강아지 죽는다 (2003년)
- 첫사랑 사수 궐기대회 (2003년)
- 불어라 봄바람 (2003년)
- 조폭 마누라 2 - 돌아온 전설 (2003년)
- 화성으로 간 사나이 (2003년)
- 선생 김봉두 (2003년)
- 오! 해피데이 (2003년)
- 동갑내기 과외하기 (2003년)
- 장화, 홍련 (2003년)
- 보리울의 여름 (2003년)
- 실미도 (2003년)
- 내 사랑 싸가지 (2004년)
- 여선생 VS 여제자 (2004년)
- 그녀를 믿지 마세요 (2004년)
- 바람의 전설 (2004년)
- 늑대의 유혹 (2004년)
- 귀신이 산다 (2004년)
- 라이어 (2004년)
- 맹부삼천지교 (2004년)
- 여고생 시집가기 (2004년)
- 까불지마 (2004년)
- 공공의 적 2 (2005년)
- 간 큰 가족 (2005년)
- 형사 Duelist (2005년)
- 강력3반 (2005년)
- 야수 (2006년)
- 블루 먼데이 (2006년)
- 한반도 (2006년)
- 도마뱀 (2006년)
- 백만장자의 첫사랑 (2006년)
- 아랑 (2006년)
- 잔혹한 출근 (2006년)
- 마이티 맥 (2006년)
- 권순분 여사 납치사건 (2007년)
- M (2007년)
- 허밍 (2007년)
- 므이 (2007년)
- 이장과 군수 (2007년)
- 못말리는 결혼 (2007년)
- 뷰티풀 선데이 (2007년)
- 크로싱 (2008년)
- 강철중: 공공의 적 1-1 (2008년)
- 도레미파솔라시도 (2008년)
- 주유소 습격 사건 2 (2010년)
- 불량남녀 (2010년)
- 이끼 (2010년)
- 대한민국 1% (2010년)
- 빗자루, 금붕어 되다 (2010년)
- 투혼 (2011년)
- 결정적 한방 (2011년)
- 겨울나비 (2011년)
- 글러브 (2011년)
- 남영동1985 (2012년)
- 주리 (2013년)
- 전설의 주먹 (2013년)
- 막걸스 (2015년)

### 방송
- SBS 일지매 (2008년)
- SBS 월화드라마 드림 (2009년)
- SBS 미니시리즈 스타일 (2009년)
- SBS 월화드라마 육룡이 나르샤 (2015~2016년)

## 수상
- 2000년 제37회 대종상 영화제 - 편집상(유령)
- 2010년 제18회 이천춘사대상영화제 - 편집상(이끼)